# Liste d'espèces envahissantes comestibles

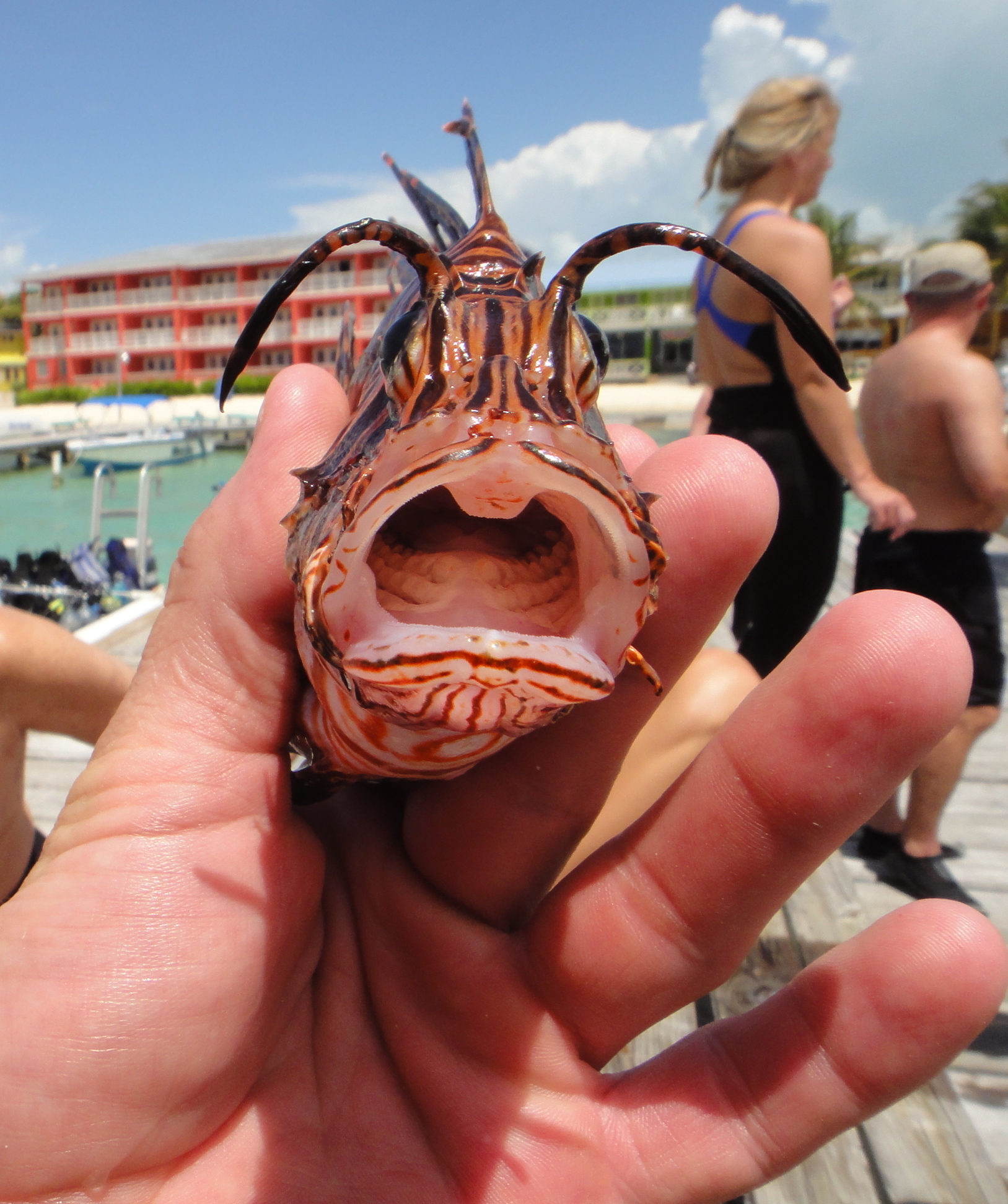
En 2010, l'Agence américaine d'observation océanique et atmosphérique fit campagne pour encourager la consommation de rascasses, afin de lutter contre leur prolifération dans les Caraïbes.

Si le fait de manger des espèces envahissantes pour lutter contre leur prolifération est une idée de plus en plus populaire , elle doit être mise en place avec prudence, notamment à cause de la complexité et fragilité des écosystèmes, ainsi que des  conséquences induites sur les comportements humains.

## Plantes envahissantes
- Amarante de Palmer
- Mâcre bicorne et mâcre bicorne
- Kudzu
- Pissenlit
- Renouée du Japon
- Ronce d'Arménie

## Espèces animales envahissantes
- Achigan à grande bouche
- Carpe commune
- Crabe chinois
- Crabe enragé
- Iguane vert
- Lapin domestique
- Moule quagga
- Moule zébrée
- Ouaouaron
- Perche du Nil
- Poisson-chat marcheur
- Rascasse volante
- Salmo trutta
- Tilapia du Mozambique
- Truite arc-en-ciel
- Truite mouchetée